# Laurence Bibot
Pour les articles homonymes, voir Laurence.

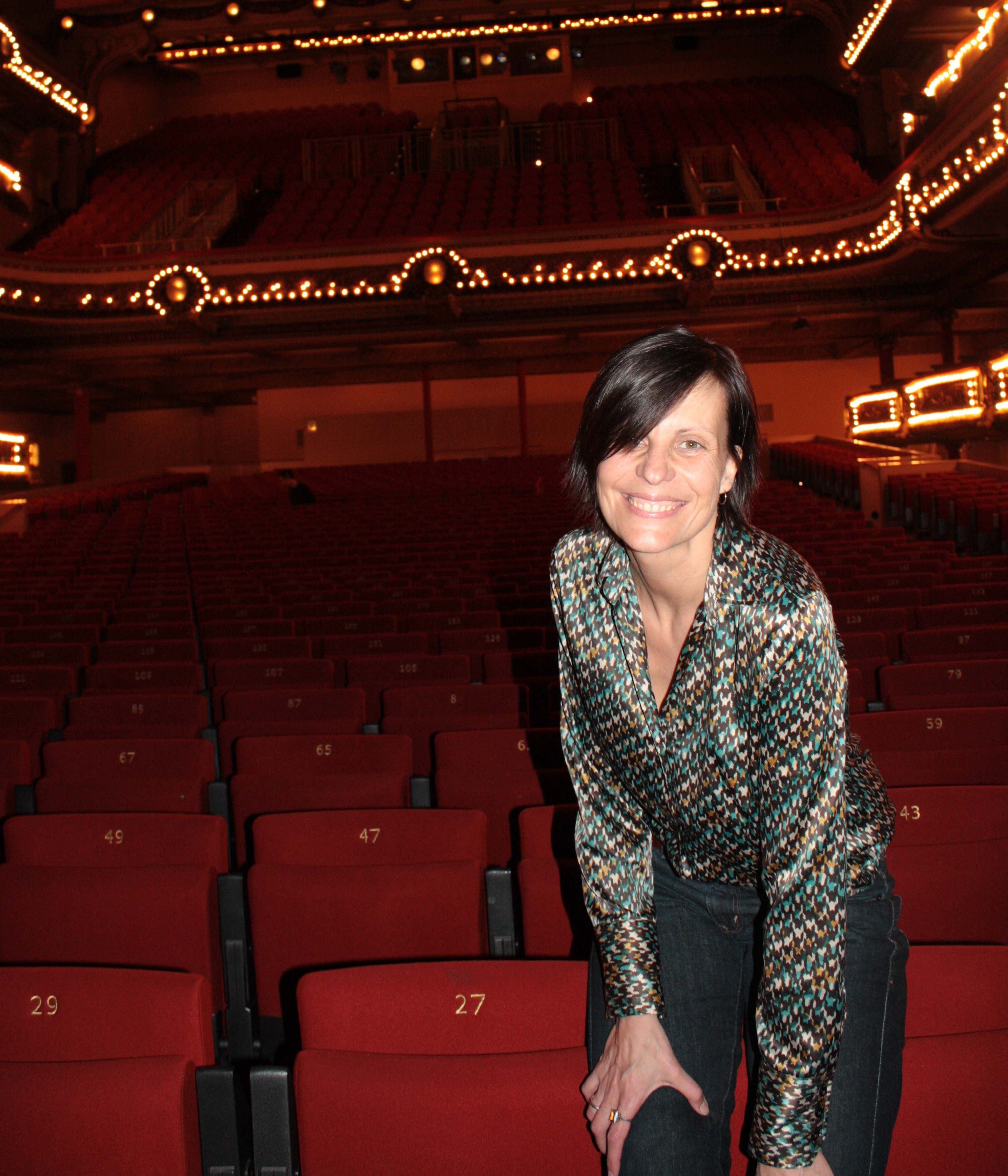
Laurence Bibot au théâtre.

Laurence Bibot est une comédienne et humoriste belge, née à Bruxelles en 1968.

## Biographie
De 1989 à 1993, elle fait ses premiers pas sur scène à la Ligue d'improvisation. À la même époque elle rencontre Les Snuls et participe à leurs sketches télévisés en incarnant Miss Bricola, assistante muette et maladroite.
En radio et télévision, elle participe longtemps à l’équipe du Jeu des dictionnaires et de La Télé infernale pour la RTBF.
Dès 2007, elle participe aux Monologues du vagin d'Eve Ensler, avec Delphine Ysaye, Martine Willequet, Nicole Shirer.
Elle écrit des billets dans la rubrique Café serré pour la radio belge La Première.
En 2016, elle se lance dans un spectacle de type stand-up autobiographique. Elle joue la mère de Guillermo Guiz dans Roi de la vanne sur Canal +.
Depuis 2021, elle présente une chronique sur France Inter, dans l’émission Par Jupiter (puis C'est encore nous) animée par les humoristes belges, Charline Vanhoenacker et Alex Vizorek.
En 2022, elle assure la présentation de la 11e cérémonie des Magritte du cinéma à Bruxelles.

### Vie privée
Laurence Bibot est mariée avec Serge Van Laeken, le chanteur Marka. Ils sont les parents du rappeur Roméo Elvis et de la chanteuse Angèle.

## Théâtre

### Spectacles seule en scène
- 1991: La Velue, écrit avec Mireille Verboomen
- 1995: Bravo Martine! écrit avec Nathalie Uffner qui assure la mise en scène[10]
- 1998: Miss B, écrit avec Nathalie Uffner qui assure la mise en scène[11]
- 2003: Laurence Micro, écrit avec Marie-Paule Kumps, Marc Moulin, Juan d'Oultremont et Sébastien Ministru – mise en scène : Nathalie Uffner[12]
- 2007: Capitaine Chantal, écriture et mise en scène Laurence Bibot et Nathalie Uffner[13]
- 2011: Sœurs Emmanuelle écrit avec Nathalie Uffner qui assure la mise en scène[14],[15],[16]
- 2016: Bibot Debout![17]
- 2020: Bibot Distinguée[18]
- 2023 : Je playback

### Pièces de théâtre
- 2014 : Lapin blanc, lapin rouge[19]

## Filmographie

### Actrice

#### Cinéma
- 1990 : Koko Flanel de Stijn Coninx
- 1996 : Ma vie en rose d'Alain Berliner : Lisette[20]
- 1997 : Combat de fauves de Benoît Lamy
- 1997 : Camping Cosmos de Jan Bucquoy
- 1998 : Prison à domicile de Christophe Jacrot
- 1998 : Le Mur d'Alain Berliner : la journaliste[21]
- 2004 : Les Princesses d'Alessandro Gazzara
- 2006 : Comme tout le monde de Pierre-Paul Renders
- 2007 : J'aurais voulu être un danseur d'Alain Berliner
- 2013 : Je suis supporter du Standard de Riton Liebman : Mme Dalk[22]
- 2014 : The Smell of Us[23]
- 2016 : Rattrapage de Tristan Séguéla : la proviseure[24]
- 2019 : Les Apparences : Éléonore[25]
- 2020 : Chacun chez soi de Michèle Laroque : Mylène[26],[27]
- 2021 : L'Employée du mois de Véronique Jadin
- 2022 : Marie et les choses[28]
- 2024 : Ducobu passe au vert d'Elie Semoun
- 2024 : L'Art d'être heureux de Stefan Liberski

#### Télévision
- 1989 : émission hebdomadaire Snuls diffusée sur Canal+ Belgique
- 1995 : Les hommes et les femmes sont faits pour vivre heureux... mais pas ensemble : Agnès Brillot[29]
- 2006 : Septième ciel Belgique (série télévisée)
- 2010 : Si j'étais japonais de Marka
- 2021 : Hashtag Boomer : Laurence[30]

### Réalisatrice
- 1999 : I Love Martine, documentaire-portrait du dessinateur des Martine écrit avec Sébastien Ministru
- 2007 : clip Monsieur Madame pour le chanteur Marka[31]
- 2008 : Hors-cadre, court métrage[32]
- 2009 : Travestis, documentaire de 52 minutes sur l'identité et le mélange des genres[33]